# 开山屯镇
开山屯镇，是中华人民共和国吉林省延边朝鲜族自治州龙井市下辖的一个乡镇级行政单位。

## 行政区划
开山屯镇下辖以下地区：
联盟社区、南山社区、长青社区、开山社区、船口村、光昭村、怀庆村、子洞村和爱民村。